# Parafia Trzech Świętych Hierarchów w Old Harbor
Parafia Trzech Świętych Hierarchów – parafia prawosławna w Old Harbor. Jedna z siedmiu parafii tworzących dekanat Kodiak diecezji Alaski Kościoła Prawosławnego w Ameryce. Działa od 1784, co czyni z niej jedną z najstarszych placówek duszpasterskich założonych na Alasce przez rosyjskich misjonarzy.